# Oxybelis vittatus
Oxybelis vittatus – gatunek węża z rodziny połozowatych (Colubridae). Występuje w Ameryce Centralnej. Prowadzi dzienny, nadrzewny tryb życia.

## Systematyka
Takson ten po raz pierwszy zgodnie z zasadami nazewnictwa binominalnego opisał w 1854 roku Charles Frédéric Girard na łamach „Proceedings of the Academy of Natural Sciences of Philadelphia”. Autor nadał wężowi nazwę Dryophis vittatus. Jako miejsce typowe podał wyspę Taboga w Zatoce Panamskiej (Panama). Holotyp jest oznaczony jako USNM 7315. Takson ten był dawniej synonimizowany z Oxybelis aeneus, ale w 2020 roku w wyniku badań filogenetycznych Jadin ze współpracownikami potwierdzili status gatunkowy Oxybelis vittatus. Nie wyróżnia się podgatunków.

### Etymologia
- Oxybelis: gr. οξυβελης oxubelēs „ostro zakończony, ostry”[4].
- vittatus – łac. vittatus – „wstążka, ozdobiony wstążką”[3].

## Morfologia
Jest to średniej wielkości wąż o głowie z cienkim pyskiem o dużej szczęce. Górna część głowy jednolicie brązowa, z lekko widocznym ciemniejszym paskiem ocznym, poniżej którego boki i spód głowy są białawe lub żółtawe. Tułów cienki i smukły, przeważnie jednolicie jasnobrązowy. Brzuch jednolity, od białawego do żółtozielonego, ostro odcięty od grzbietu. Ogon długi.
Wymiary:
|                        | Samiec    | Samica   |
| Długość całkowita (mm) | 1149–1323 | 940–1345 |
| Długość SVL (mm)       | 653–763   | 510–832  |
| Długość TL (mm)        | 460–560   | 410–518  |
| Tarczki brzuszne       | 179–197   | 184–203  |
| Tarczki podogonowe     | 154–188   | 146–184  |

## Występowanie
Oxybelis vittatus występuje w Panamie i prawdopodobnie dalej na południe do departamentu Chocó w zachodniej Kolumbii.

## Ekologia i zachowanie
Gatunek prowadzi dzienny, nadrzewny tryb życia. Dieta tego gatunku składa się z małych ryb (np. z rodzaju Rivulus), płazów (np. drzewołaz karłowaty), jaszczurek (m.in. bazyliszek zwyczajny, Anolis auratus, Gymnophthalmus speciosus, legwan zielony, Gonatodes albogularis, Cnemidophorus lemniscatus).

## Status zagrożenia
W Czerwonej księdze gatunków zagrożonych IUCN wąż Oxybelis vittatus nie jest jeszcze uwzględniany.